# Hoàn Hùng

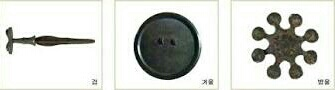
Thiên Phù Tam Ấn (천부삼인; 天符三印)

Hwanung (Hangul: 환웅, Hanja: 桓雄), còn được phát âm 
"Han-un" 한웅, hoặc "Hwanung Thiên vương 환웅천왕(桓雄天王)" là một trong số Thần thoại Triều Tiên. Hwanung và cháu là Dangun 단군(檀君) là người sáng lập huyền thoại của Hàn Quốc.